# Paris Kills
Paris Kills – szósty album studyjny fińskiej grupy The 69 Eyes. Został wyprodukowany przez Gaga Goodies/Poko Rekords w 2002 roku.

## Lista utworów
1. "Crashing High" – 3:54
2. "Dance d'Amour" – 3:56
3. "Betty Blue" (feat. Ville Valo) – 3:37
4. "Grey" – 4:16
5. "Radical" – 3:52
6. "Don't Turn Your Back on Fear" – 3:45
7. "Stigmata" (feat. Ville Valo) – 4:23
8. "Forever More" – 4:10
9. "Still Waters Run Deep" (feat. Ville Valo) – 4:10
10. "Dawn's Highway" – 6:08

## Single
Dance d'Amour
1. "Dance d'Amour"
2. "You're Lost Little Girl"

Betty Blue
1. "Betty Blue"
2. "Grey" (Radio Live)
3. "Don't Turn Your Black on Fear" (Radio Live)

Crashing High
1. "Crashing High"
2. "Stigmata" (Gothic) Remix
3. "Stigmata" (Demonic) Remix
4. "Stigmata" (Prophecy) Remix